# Sportovní oblečení
Sportovní oblečení je druhem oděvu, který slouží
- primárně k pohodlnému provozování různých sportů,
- sekundárně jako výraz životního stylu.

Souběžně s pokrokem textilního průmyslu (vlákna, tkaniny, pleteniny) se i sportovní oblečení vyvíjelo od volného střihu (přírodní materiály) ke střihu pružně přiléhavému (umělé materiály, elastan) až ke kompresnímu.
Zatímco účelem přiléhavého oblečení je volnost pohybu a snížení odporu prostředí (vzduch, voda), kompresní části sportovního oblečení slouží k omezení nežádoucího pohybu (sportovní podprsenka), zpevnění svalů a jejich rychlejší regeneraci (např. kompresní běžecké legíny).
Sport provozovaný rekreačně si zpravidla vystačí s nespecifickými součástmi oděvu (tričko, mikina, sportovní podprsenka, bodysuit, trenýrky, kraťasy, teplákové kraťasy, legíny, tepláky, tenisky apod. - takové oblečení je však často vnímáno i jako pouhý módní oděvní styl), u závodních a profesionálních sportů je používán speciální oděv pro jednotlivé disciplíny nebo odvětví - např. kolektivní sporty (fotbal, hokej, volejbal, basketbal - dres s vyznačením příslušnosti k družstvu a jména nositele), gymnastika (trikot, unitard, leotard), atletika (šortky, trenýrky, sportovní podprsenka, body, biketard), jogging (legíny, kraťasy - někdy dvouvrstvé, s všitými krátkými elastickými legínami), tenis (kraťasy, sportovní sukně - někdy s všitými elastickými kraťasy), plážový volejbal (kraťasy, bikiny), plavání (celotělové závodní plavky), triatlon (neoprenová kombinéza), zápas, vzpírání (singlet, biketard), šerm (blůza, kalhoty), cyklistika (trikot, kalhoty s cyklovložkou), lyžování, bruslení, boby (zateplená kombinéza) apod.
Vzhledem k tomu, že hlavním požadavkem kladeným na sportovní oblečení je jeho funkčnost (aniž by však bylo zanedbáváno pohodlí a vzhled), bývají některé jeho součásti nazývány "funkční oblečení", "funkční prádlo" apod.
Specifickou vlastností sportovního oblečení je, že se často (kromě zimního oblečení, oblečení pro horskou turistiku apod.) skládá pouze z jedné vrstvy, která plní zároveň úlohu spodního prádla (mechanická ochrana pokožky, účinné odvádění vlhkosti) i svrchního oděvu (zakrytí nahoty, společensky akceptovaný až atraktivní vzhled, ochrana před vnějšími vlivy).